# Сторм, Густав
Густав Сторм (норв. Gustav Storm, 18 июня 1845, Рендал, Хедмарк — 23 февраля 1903, Бюгдёй, Осло) — норвежский историк, профессор Королевского университета Фредерика в Кристиании с 1877 года и до своей смерти. Исследователь скандинавской истории и литературы Средневековья.

## Биография
Сторм родился в Рендале, но в том же году его отец был назначен приходским священником в Лардале в Вестфолле, и семья переехала туда. Когда через пять лет отец умер, вдова переехала с детьми в Кристианию, где Густав сдал examen artium в 1862 году. Также у него был брат Йохан, который впоследствии стал профессором филологии и лингвистом. Его кузен — Вильгельм Сторм, выдающийся зоолог, известный исследованиями морских животных в Тронхеймс-фьорде.

### Карьера
Свой путь учёного начал с изучения филологии в университете. Сдал официальный экзамен по лингвистической истории (кандидат филологии) в 1868 году. После экзамена несколько лет работал преподавателем, но рано начал самостоятельную научную работу в сфере истории и филологии.
В 1874 году защитил докторскую диссертацию по теме «Легенды о Карле Великом и Тидреке Бернском у народов Северной Европы». В 1875 году стал университетским стипендиатом по истории и в том же году подал заявку на пост профессора истории после Олуфа Рюга, но проиграл в конкуренции с Людвигом Людвигсеном Даа. В 1877 году его[кого?] назначили на пост профессора, который стал вакантным после него[кого?].
В последующие годы Сторм занимает центральное место в университетском преподавании и в исторических исследованиях. С 1886 года и до самой смерти он был главой комиссии по источникам, а с 1899 года — Норвежской исторической ассоциации. Он также играл роль в научном сообществе в более широком масштабе: был членом и в течение многих лет (1884—1903) генеральным секретарём Научного общества в Кристиании (ныне Норвежская академия наук).
Был членом Норвежского королевского научного общества с 1883 года и нескольких иностранных научных обществ. В 1891 году был назначен кавалером 1-го класса ордена Святого Олафа, впоследствии стал также кавалером шведского ордена Полярной звезды и испанского ордена Изабеллы Католички.

## Научный вклад

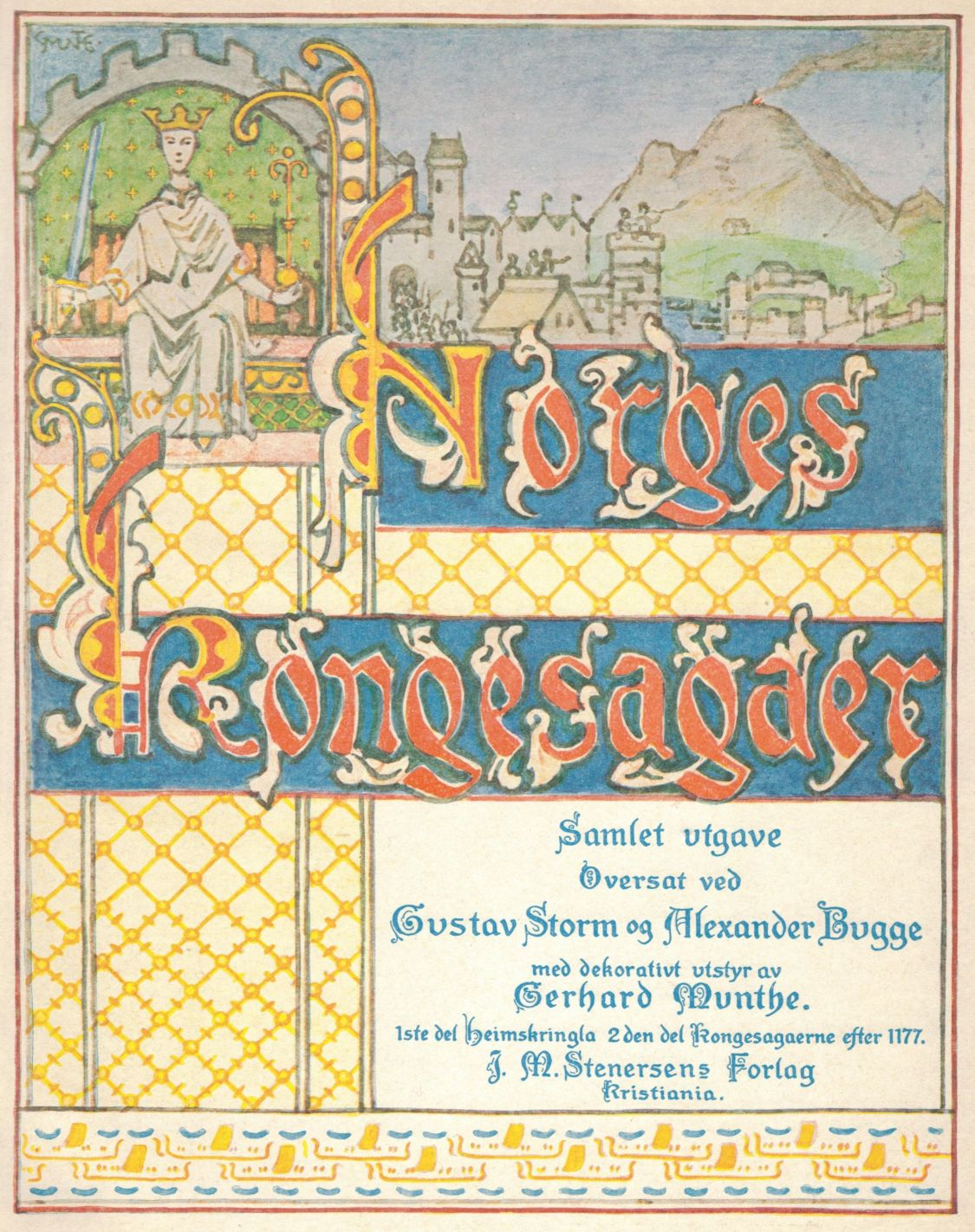
Свод скандинавских саг «Круг Земной» в переводе Густава Сторма и Александра Бугге, иллюстрации Герхарда Мюнте. Титульный лист издания 1914 года

Его исторический метод прежде всего состоял в проведении критического исследования источников согласно с устоявшимися методологическими правилами. Здесь на него влияли импульсы новых критическо-научных и очень методологически осведомлённых течений в европейских исторических исследованиях, так же как и на более молодого датского историка Кристиана Эрслева. Сторм испытал это влияние во время своего визита в Берлинский университет в 1875 году.
В это время проблемы эпохи викингов были в центре исторической дискуссии, в которой Сторм играл ведущую роль. Значительная часть его вклада здесь связана с его оппозицией к взглядам датских историков. В ходе противостояния он критически обрабатывал большие объёмы исторических данных, настаивая на своей точке зрения.
Центральный комплекс проблем в истории эпохи саг касался положения аристократии. В своей отправной точке он отверг показания Снорри Стурлусона о системе управления Харальда Прекрасноволосого и расчёты, базировавшиеся на этой основе. В своих дальнейших исследованиях он провёл детальний пересмотр всех лендманнов, упомянутых в источниках в разное время, и пришёл к выводу, что их количество должно быть достаточно существенно сокращено по сравнению с общепринятыми представлениями. Он также предполагал, что в кругу великих людей существовало постоянно растущее социальное разделение, «разделение между королевской и сельской аристократиями».

## Избранные труды
- Om den gamle norrøne literatur (1869)
- Norges, Sveriges og Danmarks Historie for Gymnasierne (1872)
- Snorre Sturlassons historieskrivning (1873)
- Sagnkretsene om Karl den Store og Didrik af Bern hos de nordiske folk (1874)
- Ragnar Lodbrok og Lodbrokssønnerne (1877)
- Kritiske bidrag til vikingetidens historie (1878)
- Vikingetidens tidligste udgangspunkter (1879)
- Om Рeder Claussøn Friis og hans Skrifter (1881)
- Maria Stuart (1891)
- Christofer Columbus og Amerikas opdagelse (1892)
- Olav den Hellige (1893)
- Norges gamle Vaaben, Farver og Flag (1894)
- Dronning Margretes valg i Norge (1900)